# Alpha Forlag
Alpha er et  dansk forlag med base på Frederiksborggade, København. 
Forlægger og direktør er Birgitte Franch.
Forlaget blev etableret i november 2019 og var i de første måneder ejet af norske Strawberry Publishing. I maj 2020 købte svenske Bonnier Books (Bonnier Books Holding AB) det nystartede forlag og er nu ejer af Alpha Forlag.
Alpha udgiver dansk og udenlandsk skønlitteratur·
Alphas forfattere er Katrine Engberg, Benn Q. Holm, Camilla Läckberg, Viveca Sten, Natasha Lester, Jeanine Cummins, Jojo Moyes, Maggie O’Farrell, Trine Appel, Kristine Sloth, Timm Vladimir, Lisa Wingate, Valerie Perrin, Jørn Lier Horst, Ninni Schulman m.fl 